# Iklanberény
Iklanberény (horvátul: Biernja) község Vas vármegyében, a Kőszegi járásban. 296 hektáros kiterjedésével a megye második legkisebb közigazgatási területű települése.

## Fekvése
Csepregtől 9 kilométerre keletre fekszik, a Metőc-patak mellett.
A szomszédos települések: észak felől Újkér, kelet felől Simaság, dél felől Lócs, nyugat felől pedig Tormásliget.

### Megközelítése
Csak közúton közelíthető meg, Lócs, Újkér vagy Tormásliget érintésével, a 8618-as, a 8624-es vagy a 8634-es út felől, a 8644-es úton.
Vasútvonal nem érinti, a legközelebbi vasúti csatlakozási lehetőséget a Sopron–Szombathely-vasútvonal Tormásliget megállóhelye kínálja, mintegy 2,5 kilométerre nyugatra.

## Nevének eredete
Nevének első része a régi magyar Icol személynévből származik, melynek előzménye az ikol (= hőköl) ige. A név második része törzsnévi eredetű. Ez az ótörök berendi (megadta magát) névből származik.
A „berény” (beren) név új értelmezése egy „íj” jelentésű mandzsu-tunguz szóból indul ki.

## Története
A község neve arra enged következtetni, hogy a honfoglalást követően azt a területet is egy csatlakozott török nyelvű nép szállta meg.
A települést egy 1234-ben keltezett okmány említi először Beren alakban. Első ismert birtokosa az Osli nembeli Miklós volt. Története során általában köznemesi község, legjelentősebb birtokosa a Berényi család volt. Berényi Pétert és Berényi Miklóst név szerint említi a birtokos nemesek között az 1429. október 20-i 76. sz. oklevél. 1597-ben egy nemesi kúriát említenek itt. 1787-ben az első népszámlálás 24 házban 121 lakost talált a községben.
Vályi András szerint "BERÉNY. Elegyes falu Sopron Vármegyében, birtokosai Gróf Aponyi, és más Nemes Urak, lakosai katolikusok, fekszik Sajtos Kállnak szomszédságában, mellynek filiája. Nem igen nevezetes tulajdonságaihoz képest harmadik Osztálybéli.
" 
Fényes Elek szerint "Berény, kis magyar falu, Sopron vármegyében, Csepreghez keletre 1 mfd., 50 kath. 50 evang. lak., 650 h. róna határral, mellyből 428 hold szántóföld, 38 h. rét, 184 hold erdő. Birják több nemesek."
A községet 1882-től Berény-Iklannak nevezték, hogy megkülönböztessék más Berény településektől. 1895-től lett Iklan-Berény, 1907-től pedig Iklanberény.
1910-ben 166 magyar lakosa volt, Sopron vármegye Csepregi járásához tartozott. 1950-ben a járás többi településével együtt Vas megyéhez csatolták.
2012-ig a Csepregi kistérség része volt.

## Közélete

### Polgármesterei
- 1990–1994: Kálmán Istvánné (független)[12]
- 1994–1998: Kálmán Istvánné (független)[13]
- 1998–2002: Ifj. Gájer Imre (független)[14]
- 2003–2006: Mészárosné Nagy Mária (független)[15]
- 2006–2010: Mészárosné Nagy Mária (független)[16]
- 2011–2014: Berényi Pál (független)[17][18]
- 2014–2019: Berényi Pál (független)[19]
- 2019–2024: Mészárosné Nagy Mária (független)[20]
- 2024– : Mészárosné Nagy Mária (független)[1]

A településen a 2002. október 20-án megtartott önkormányzati választás után, a polgármester-választás tekintetében nem lehetett eredményt hirdetni, szavazategyenlőség miatt. Aznap a 36 szavazásra jogosult lakos kettő kivétellel mind az urnákhoz járult és érvénytelen szavazatot sem adott le senki, ám az érvényes szavazatok épp fele-fele arányban oszlottak meg a két független jelölt, Mészárosné Nagy Mária és Sulics István Szabolcsné között. Az emiatt szükségessé vált időközi polgármester-választást 2003. április 27-én tartották meg, ugyanezen két jelölt részvételével.
A 2002-eshez hasonló helyzet állt elő a községben a 2010. október 3-i önkormányzati választás után is: aznap 32-en szavaztak a 38 arra jogosult lakos közül, és ezúttal is épp fele-fele arányban voksoltak Mészárosné Nagy Mária polgármester asszonyra és egyedüli (független) kihívójára, Berényi Pálra. Az emiatt szükségessé vált időközi választást 2011. január 16-án tartották meg, valamivel magasabb részvételi arány mellett, ami Berényi Pálnak kedvezett jobban: mindössze két szavazatnyi különbséggel ugyan, de le tudta győzni ellenfelét.

## Népesség
A település népességének változása:
| Lakosok száma | 46   | 40   | 39   | 42   | 60   | 49   | 48   |
|               | 2013 | 2014 | 2015 | 2021 | 2022 | 2023 | 2024 |

A 2011-es népszámlálás során a lakosok 80,6%-a magyarnak, 30,6% németnek, 8,3% szlovénnek mondta magát (11,1% nem nyilatkozott; a kettős identitások miatt a végösszeg nagyobb lehet 100%-nál). A vallási megoszlás a következő volt: római katolikus 66,7%, evangélikus 11,1%,, felekezet nélküli 2,8% (16,7% nem nyilatkozott).
2022-ben a lakosság 71,7%-a vallotta magát magyarnak, 38,3% németnek, 10% egyéb, nem hazai nemzetiségűnek (6,7% nem nyilatkozott; a kettős identitások miatt a végösszeg nagyobb lehet 100%-nál). Vallásuk szerint 60% volt római katolikus, 10% evangélikus, 10% felekezeten kívüli (20% nem válaszolt).

## Látnivalók
- Iklanberényben található az ország első szentképkiállítása, melyet a leghíresebb ikonfestőről, Andrej Rubljovról neveztek el. Az ország egyik legkisebb településének nagy büszkesége e gyűjtemény, melynek Kovács Csaba Albert atya volt megálmodója, a hívek pedig felajánlói.

## Képgaléria

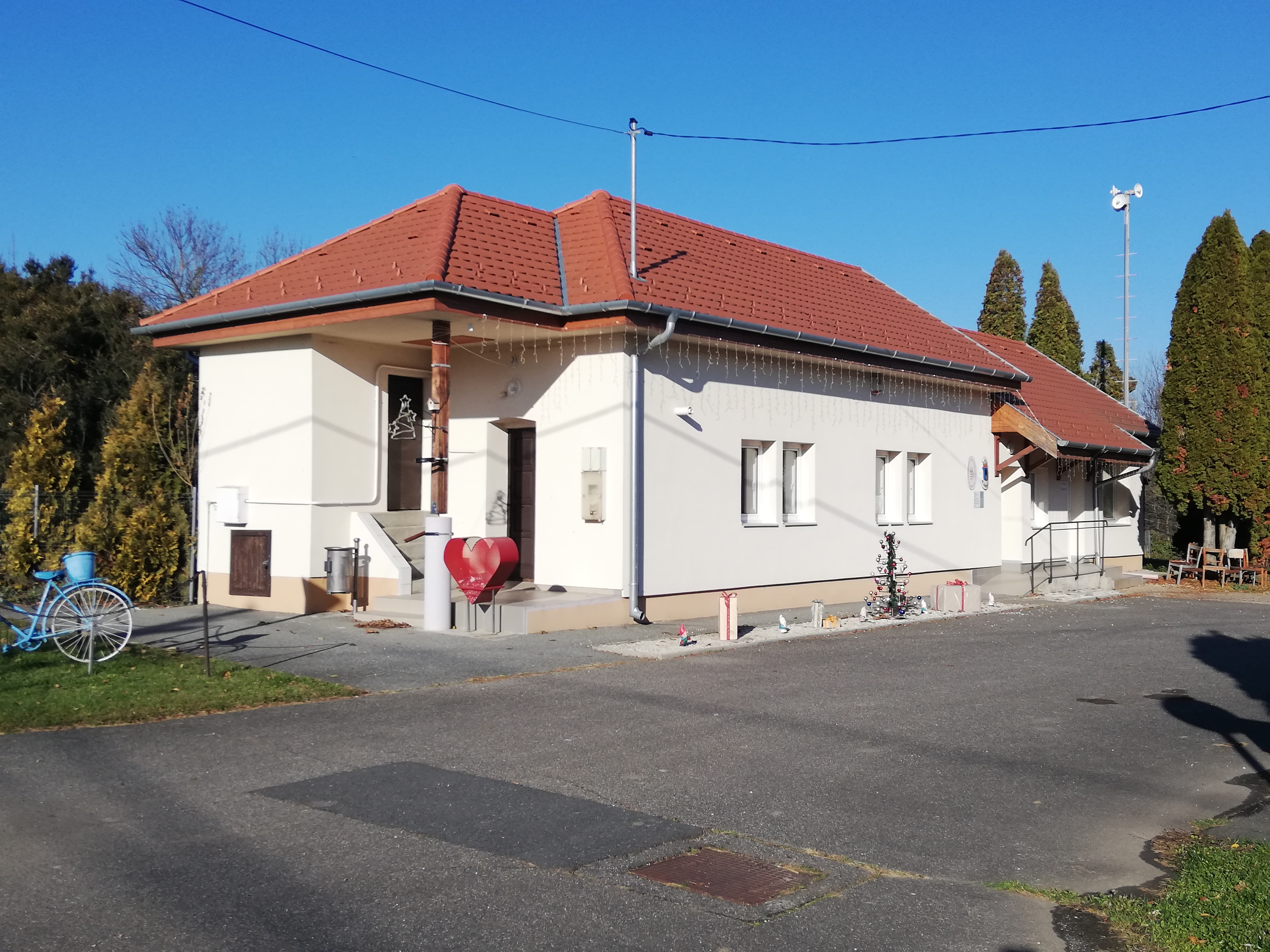
Községháza
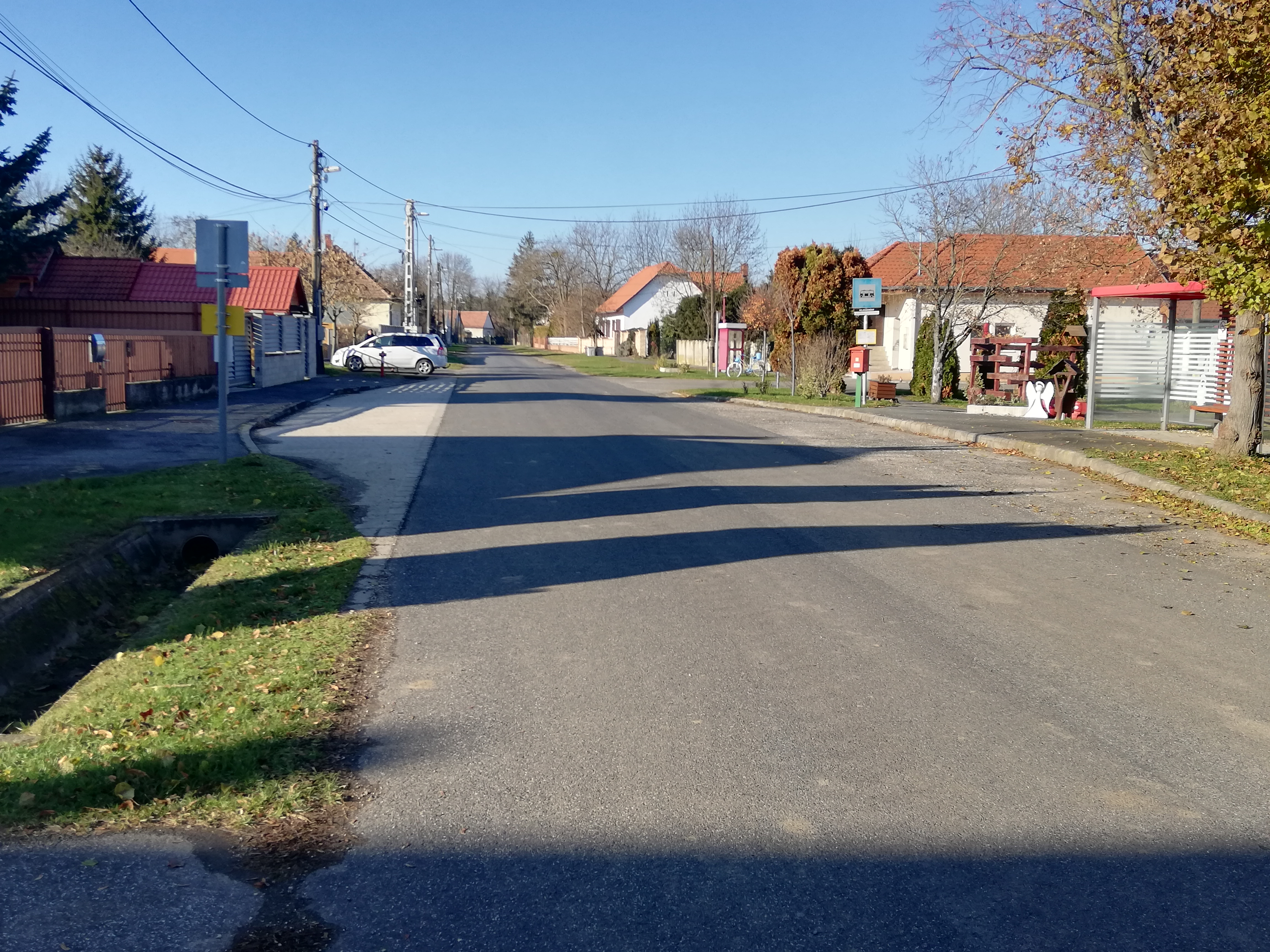
Utcakép a faluközpontban
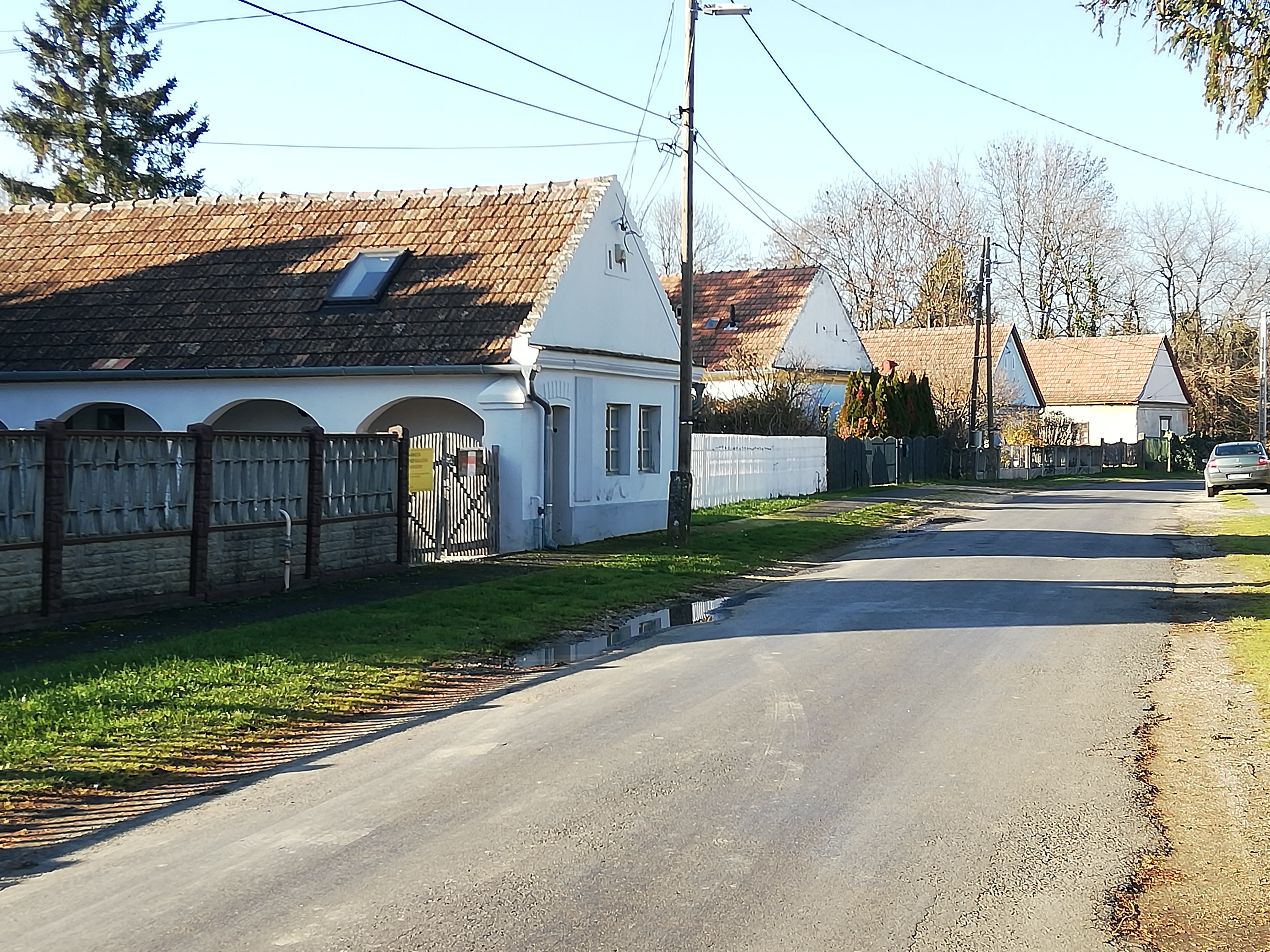
Utcakép nyugat felé nézve
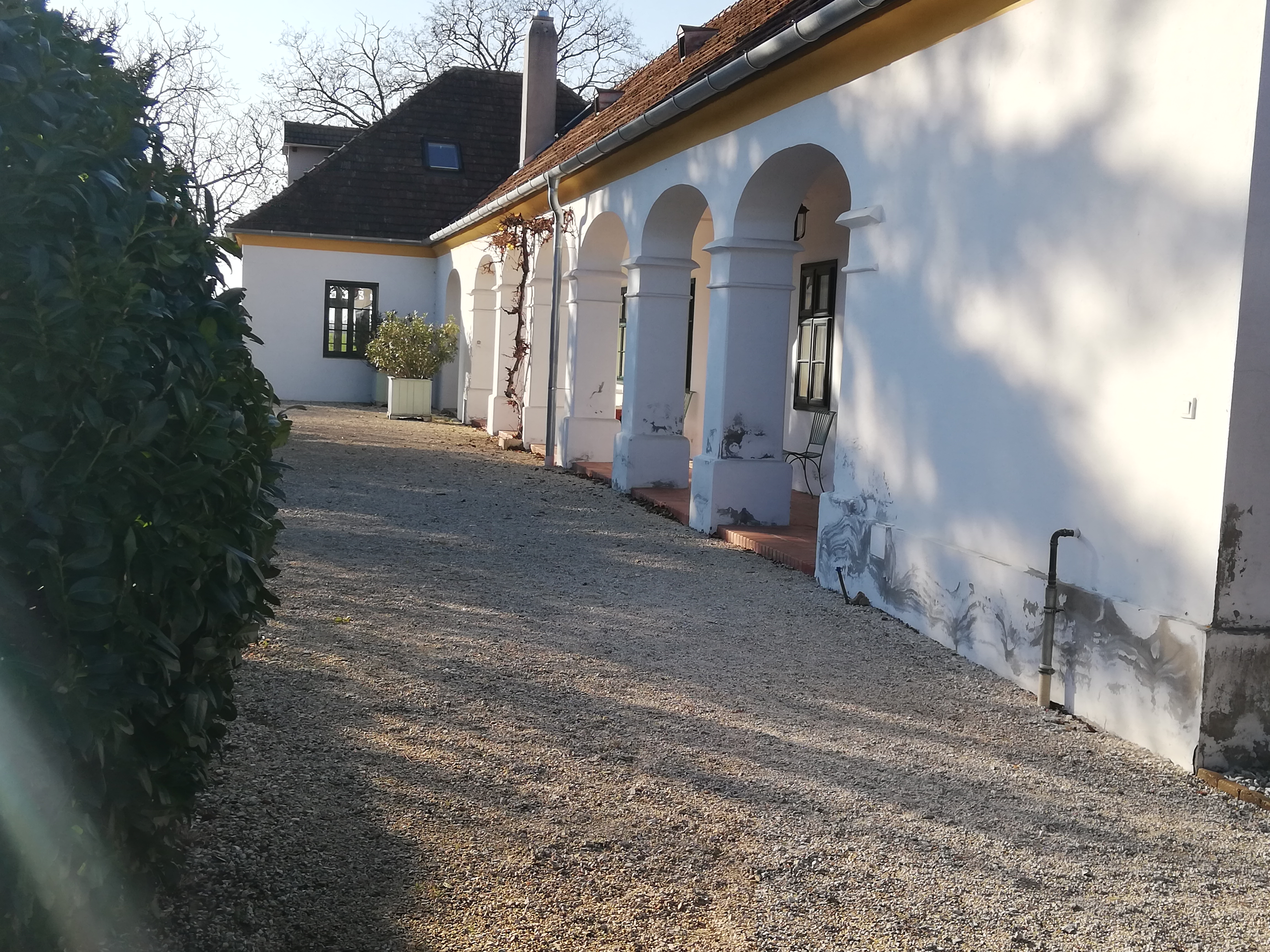
Szépen felújított népi lakóház
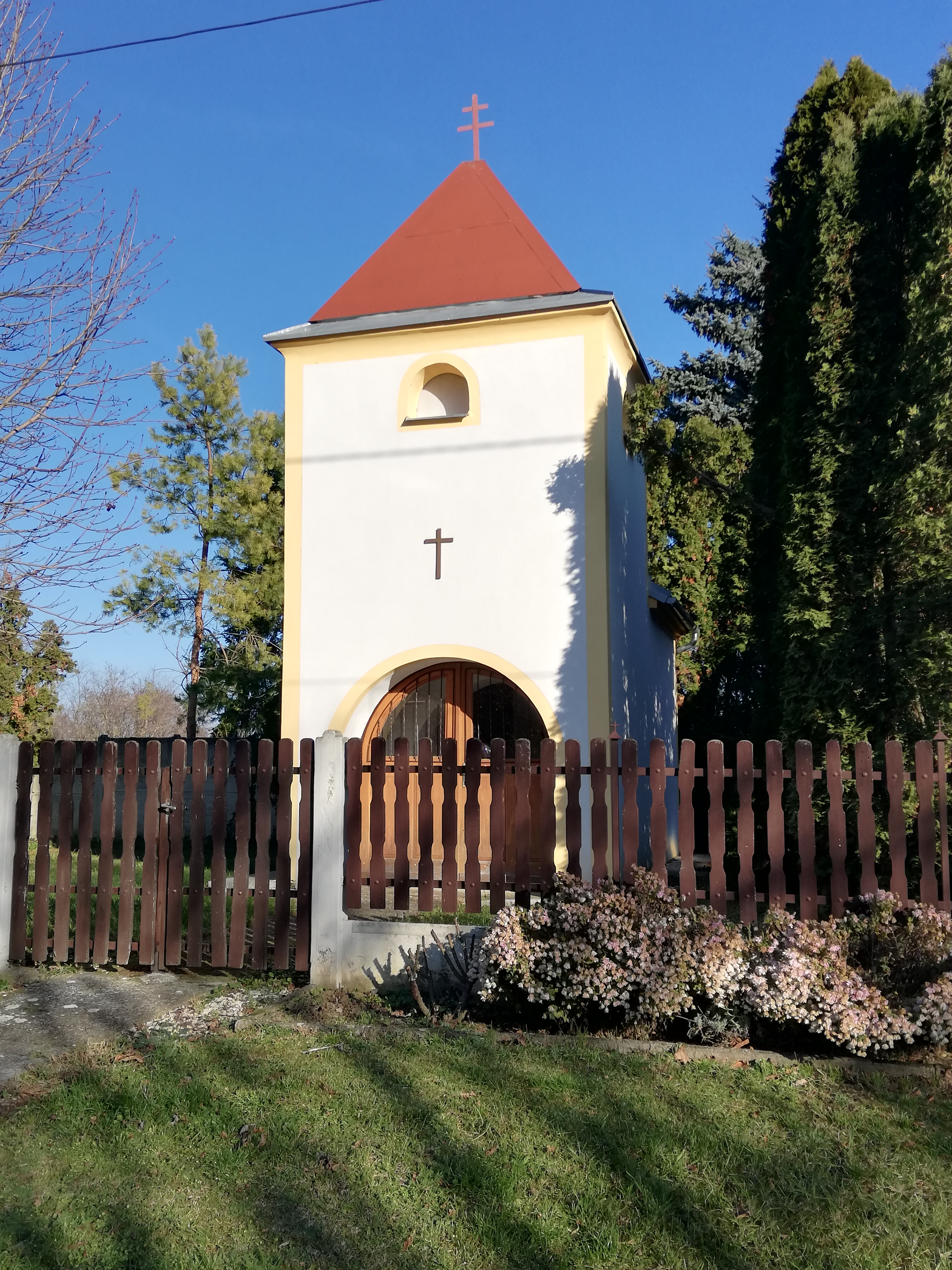
Harangtorony
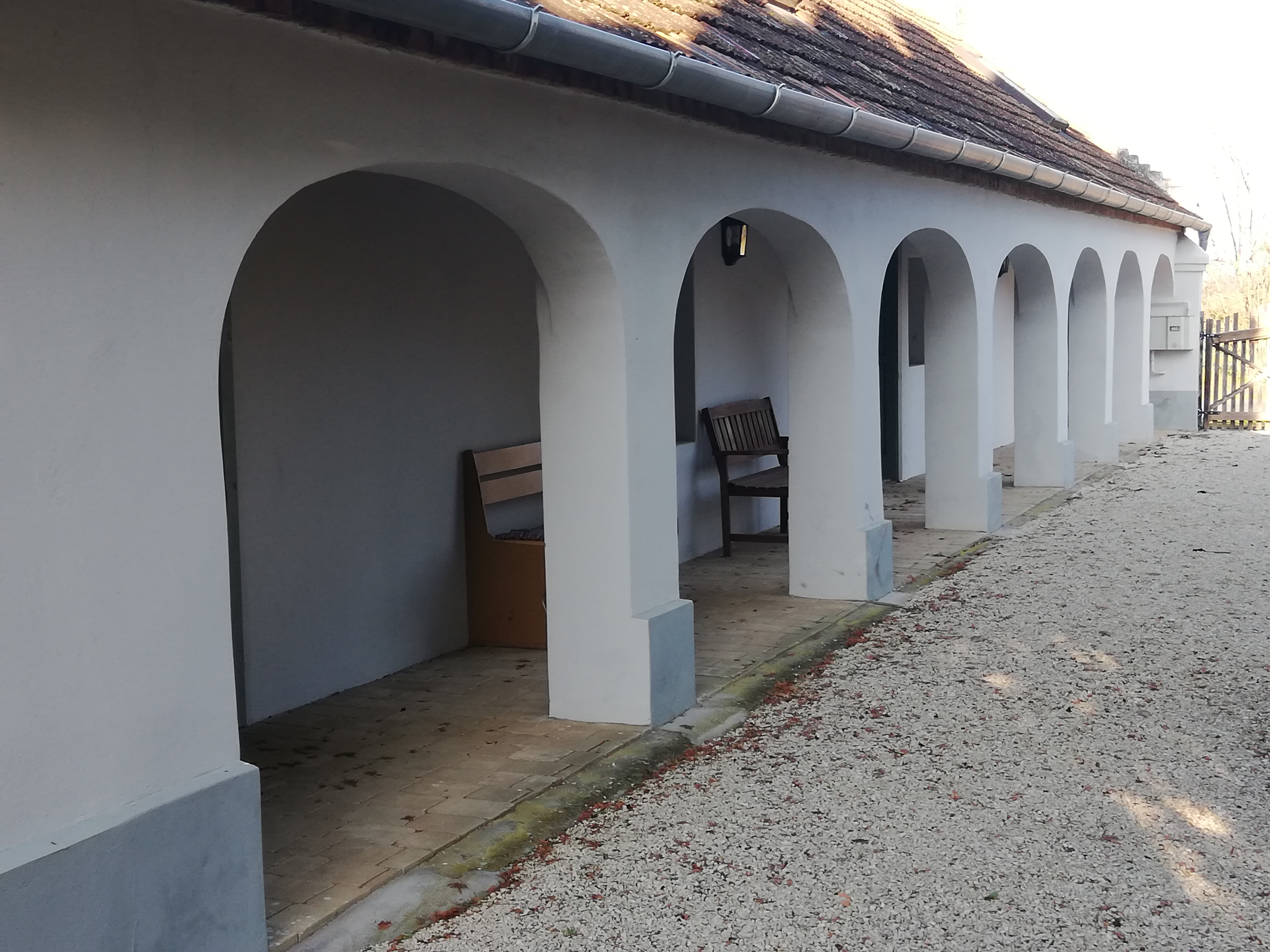
Imaház és szentképkiállítás épülete